# 郝建
郝建（1954年5月23日— ），北京電影學院教授、博士生导师（退休），现担任：哈佛大学费正清中国研究中心（页面存档备份，存于）合作研究员Associate in Research。郝建被中国当局视为维权人士，2010年在刘晓波获得诺贝尔和平奖时曾受邀前往奥斯陆参加颁奖典礼，但被中国政府禁止出境。

## 生平
1954年5月23日出生于江苏南京，1971至1979年在工厂担任电焊工，1983年毕业于南京师范大学中文系，1988年毕业于中国电影艺术研究中心暨北京电影学院研究生部，毕业后留校任教，任北京电影学院教授。
郝建是一位中国著名电影学者，他在类型电影理论研究方面有所专长，其1988年发表于《当代电影》上的《类型电影与大众心理模式》是中国大陆第一篇研究好莱坞类型电影的学术文章。在北京电影学院近三十年的教学生涯中，他给本科生和研究生教授过的课程有《类型电影研究》《类型片剧作》《影片分析》《学术规范与学术方法》
多年来，郝建在中国的报纸杂志撰写文章或开设专栏，对贾樟柯、娄烨、王兵、王小帅、周浩、刁亦男、李睿君、张艺谋、陈凯歌等重要中国电影导演的创作进行评说。
近年来，郝建对黑色电影多有研究，在《南方周末》、香港《端》传媒以及腾讯《大家》和公众号《枪稿》撰写了多篇文章，对黑色电影优秀作品进行精细研读。
郝建还是一位中国大陆著名的公共知识分子。多年来，郝建在中国大陆以及香港、台湾的公共领域积极发言，发表了《义和团病的不定期呻吟》《英雄遮住了人的脸》《有中国特色的反全球化》《第六代——命名式中的死亡与夹缝中的话语生命》《唯漂亮主义——关于国家新形象的塑造》等诸多文章。多年来，他不时在《纽约时报》中文版、BBC中文撰文，评说中国电影和社会现实。
他是刘晓波参与撰写和发起联署的中国大陆08宪章首批签署人之一。
2014年5月3日，他在北京自己家中组织召开“2014·北京·六四研讨会”，因此于2014年5月4日被抄家并被拘押至派出所，5月6日因“寻衅滋事”被北京市公安局海淀分局刑事拘留，关押于北京市第一看守所。同样被刑拘的还有著名维权律师浦志强、人权活动家胡石根、80后作家刘荻以及学者徐友渔。6月6日获取保候审回家。

## 政治观点
郝建認為：中国真正的改革開放只在1979到1989的十年之間；中共在1989年之後，對六四事件採取了遮蔽、剪裁、消除和禁言非常成功；被六四所震撼打擊的中国知識分子，往往在精神觀念上走向兩個方向：一個更加走向自由主義，認清了極權主義的本質；另一種則徹底走向國家主義、犬儒主義；用「數字列寧主義」這一說法描述中共靈活堅韌的黨國體制，與大數據、人工智能的高效管控；提醒外界沒有必要誇大中共的控制能力，也不要認為中共已經全知全能，“如果過份誇大中共的威脅、非理性、獲取控制信息能力的話，在某種意義上是放棄自己的一切責任，是犬儒主義的表現”。

## 著作
曾出版专著《硬作狂欢》、《影视类型学》、《中国电视剧：文化研究与类型研究》、《类型电影教程》《盗梦好莱坞》，撰写《中国大陆独立纪录片运动的伦理与形式美感》、《中国大陆独立剧情片：对逼人现实的呈现与形式章法缺陷》、《义和团病的不定期呻吟》《沙漠化的黄土地与捍卫“自我所有”的《老驴头》、《美学的暴力与暴力美学》等论文、评论数百篇。
曾任北京独立影像展策展人、中国独立影像展评委以及多个中国独立影展选片人、策划人、论坛学术主持；曾任鹿特丹电影节亞洲太平洋單元（NETPAC）评委，多伦多电影节NETPAC评委、夏威夷电影节NETPAC评委会主席。
郝建编剧的电影有《紧急迫降》、《危情雪夜》，曾导演电视连续剧《大屋的丫环们》编写电视连续剧《冲出绝境》，联合编剧电视剧：《一生为奴》《汽车城》《双凤楼》《狐步谍影》。